# Amadán

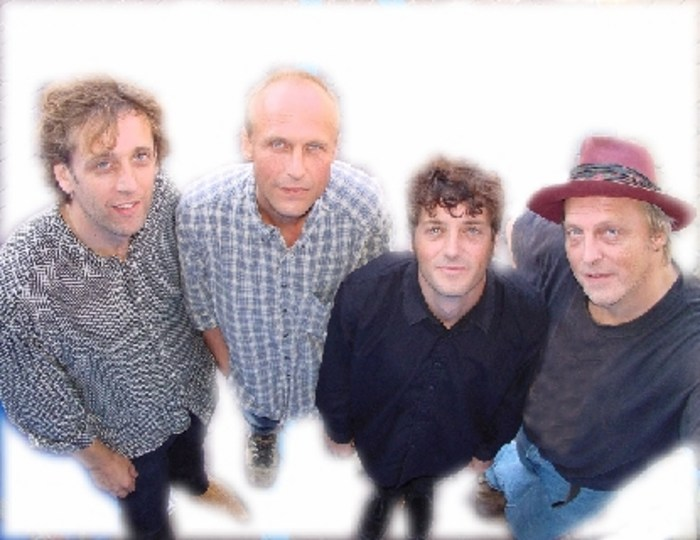
Amadán

Amadán is een in 1993 opgerichte Nederlands/Ierse folkband met de broers Robert en Bert Pfeiffer en de Ier Mark 
Gilligan in de originele bezetting. De band wil een frisse aanvulling zijn op de reeks reeds bestaande bands die zich bezighouden met Ierse muziek in Nederland. Vindt de oprichting plaats in een Amsterdams café, al snel wordt het werkterrein verlegd naar heel Nederland, later ook naar België, Duitsland en Scandinavië. Begin 2000 wordt de band verrijkt met bassist Erik van Loo. Naamgever aan de band is Zelda Hall en de term Amadán is Gaelic voor "dwaas", "gek". En wel de mannelijke vorm ervan.
De eerste jaren is Amadán vooral actief in de Ierse folkscene, waarbij het Amsterdamse Mulligans centraal staat. Spoedig volgen grotere zalen, de festivals (onder andere Folkwoods) en ten slotte een aantal tours in het buitenland: Scandinavië, Duitsland, Hongarije en Slovenië. 

## Samenstelling
Amadán bestaat uit:
- Erik van Loo - contrabas
- Mark Gilligan - zang, bodhrán, whistles, windmodule en klarinet
- Robert Pfeiffer - zang en leadgitaar
- Bert Pfeiffer - zang en rhytmgitaar

## Amadánisme
Het is de Duitse journaliste Von Arnzt die de band het typische gebruik van Amadánisme toekent. Hiermee wordt het typische Amadán-geluid bedoeld: strakke en opzwepende ritmes door gitaar en bodhrán en de melodieuze invulling door solopartijen op gitaar. Gedurende de eerste jaren van haar bestaan worden de verrichtingen van Amadán vanuit het gevestigde folkcircuit met argusogen bekeken. Amadáns benadering van de jigs & reels valt op en vindt navolging.

## Storing on the Line
Met de komst van haar eerste en enige cd Storing on the Line (1995) maakt Amadán duidelijk waar zij voor staat: Ierse folk met een knipoog naar de Europese markt. De cd is een mix van stevige traditionele Ierse folk met talrijke Europese invloeden. Met name Amadáns versie van Simon Jeffes Music for a found Harmonium wordt al snel een standaard voor veel andere folkbands in binnen- en buitenland. Op de cd verschijnt een aantal door Donal McDonald speciaal voor Amadán geschreven stukken: Good Man Mary en het Europa-kritische lied Eurolations, dat later ook door Dubliner Ronnie Drew op cd wordt gezet.
Kort na het uitkomen van de cd Storing on the Line staat Amadán op het podium van VPRO-televisie, worden voor verschillende media interviews gegeven en besteedt de Hongaarse televisie aandacht aan de groep tijdens haar tour in Hongarije.